# 카트라이더: 드리프트 리그 프리시즌 2 예선
카트라이더: 드리프트 리그 프리시즌 2 팀전 8팀과 개인전 32인이 출전한다.

## 개요

### 일정
- 참가 모집: 2023년 5월 15일 ~ 5월 21일
- 개인전: 2023년 6월 3일
- 팀전: 2023년 6월 4일

### 경기장
- 개인전 및 팀전:

### 진행 방식
- 개인전 (총 32인 선발)
  - 1단계: 128인 참가, 총 16개조 구성. 각 조 1~4위는 2단계 승자조에 진출, 5~8위는 2단계 패자조에 진출한다.
  - 2단계
    - 2단계 승자조: 64인 참가, 총 8개조 구성. 각 조 1~4위는 3단계 승자조에 진출, 5~8위는 3단계 패자조에 진출한다.
    - 2단계 패자조: 64인 참가. 총 8개조 구성. 각 조 1~4위는 3단계 패자조에 진출, 5~8위는 탈락한다.

  - 3단계
    - 3단계 승자조: 32인 참가, 총 4개조 구성. 각 조 1~4위(16인)는 개인전 본선에 우선 진출, 각 조 5~8위는 5단계에 진출한다.
    - 3단계 패자조: 64인 참가, 총 8개조 구성. 각 조 1~4위는 4단계에 진출, 5~8위는 탈락한다.

  - 4단계: 32인 참가, 총 4개조 구성. 각 조 1~4위는 5단계에 진출, 5~8위는 탈락한다.
  - 5단계(최종전): 32인 참가, 총 4개조 구성. 각 조 1~4위(16인)는 개인전 본선에 진출, 5~8위는 탈락한다.
- 팀전 (총 5팀 선발)
  - 1단계: 18팀 참가, 총 4개조 구성. 라운드 로빈 방식의 풀리그 진행. 각 조 1~3위는 2단계 진출, 4~5위는 탈락한다.
  - 2단계
    - 2단계 A조(1위 그룹): 1단계 1위를 기록한 4팀 참가, 라운드 로빈 방식의 풀리그 진행. 1~2위는 팀전 본선에 진출, 3~4위는 3단계 A조에 진출한다.
    - 2단계 B조(2위 그룹): 1단계 2위를 기록한 4팀 참가, 라운드 로빈 방식의 풀리그 진행. 1~2위는 3단계 A조에 진출, 3~4위는 3단계 B조에 진출한다.
    - 2단계 C조(3위 그룹): 1단계 3위를 기록한 4팀 참가, 라운드 로빈 방식의 풀리그 진행. 1~2위는 3단계 B조에 진출, 3~4위는 탈락한다.

  - 3단계
    - 3단계 A조: 4팀 참가, 라운드 로빈 방식의 풀리그 진행. 1~2위는 팀전 본선에 진출, 3~4위는 4단계에 진출한다.
    - 3단계 B조: 4팀 참가, 라운드 로빈 방식의 풀리그 진행. 1~2위는 4단계에 진출, 3~4위는 탈락한다.

  - 4단계: 4팀 참가, 라운드 로빈 방식의 풀리그 진행. 1위는 팀전 본선에 진출, 2~4위는 탈락한다.

## 선수 명단

### 개인전
| 1조  | 맹우주                           | Slow           | Navi        | Move         | 윤성아       | 김은규                           | Agape                          | 오세아니아   |
| 2조  | WSEOK                            | Load           | 축신두      | Curren       | DogWorld     | 사과자                           | Feiz                           | 울산러너     |
| 3조  | B0XTER                           | Wave           | Sparkling   | Luning       | 정승민       | JiMin                            | Seunggwon                      | LEEMINJAE    |
| 4조  | TAKEW0N                          | Aire에르       | 이대한      | 부탁해       | LydJJONG     | UMaRu                            | Anonymous                      | 만능조선간장 |
| 5조  | 박재경                           | 전투장         | l100원빌런l | SPEAR        | LydTaemin    | Summer                           | Whlte                          |              |
| 6조  | 중요한건꺾이지않는마음그것은낭만 | LydAcidFly     | Rigel       | JinWoo       | HyunSu       | Spell                            | Mahiro                         |              |
| 7조  | 장현진                           | l을왕리l약속땅 | 오태경      | 렉키RECKIE   | Girl         | Knock                            | 할머니허리꺾기                 |              |
| 8조  | 그발언                           | l을왕리l졸렸   | Guard       | 정우왔다     | SUNGBIN      | じゃばみゆめこ                   | PariSaintGermain               |              |
| 9조  | 최용수                           | 고병수         | Freether    | DUALRACE     | Duzzi        | 르로님                           | HaeChan                        |              |
| 10조 | MIANNAE                          | 박타키님s      | ChelLy      | STRIKER      | Neal         | JungWoo                          | 정민우                         |              |
| 11조 | Percent                          | LydVEGA        | Steel       | 동활이       | DAISYc       | MaMOHT                           | HoJun                          |              |
| 12조 | sweet                            | l금천구l얏도   | ShyLily     | 딩긴딕       | Cool         | Daldda                           | Frawn                          |              |
| 13조 | Joker                            | Way            | 피타고라스  | 도모펀치     | SeYoung      | 맨체스터시티의최고미남엘링홀란드 | 문호준이재혁박인수그리고권승주 |              |
| 14조 | 내일밤오늘밤                     | Scarlet        | LydJuHo     | JeongSungHun | 성균관대학교 | CHORONGG                         | Rococo                         |              |
| 15조 | 김준서                           | 브람스         | wonderful   | Hero         | 정거장       | Van                              | LydWILL                        |              |
| 16조 | Squad                            | Vanilla        | PLANZY      | Cosu         | HERSHEY      | 도너츠                           | 다이애나                       |              |

## 개인전
| 3단계 승자조 | Luning (홍성민)   | Hero (김다원)    | Neal (리우창헝)  | Spell (김우준) | Cool (이재혁)   | JiMin (김지민)    | Knock (송용준)     | Girl (이명재)   |
| 3단계 승자조 | DogWorld (노준현) | SUNGBIN (배성빈) | Percent (김응태) | Load (윤정현)  | 고병수 (고병수) | LydJJONG (한종문) | Anonymous (이정민) | HyunSu (박현수) |

| 5단계(최종전) | HoJun (문호준) | LydVEGA (이진건) | Duzzi (김지환)   | Feiz (김지훈)  | SPEAR (유창현)     | Scarlet         | Wave (이해원)  | Navi (최승현)   |
| 5단계(최종전) | Cosu (김승래)  | sweet (이홍일)   | Vanilla (김현중) | UMaRu (홍준호) | wonderful (최지혁) | Curren (윤세준) | Joker (김주영) | 딩긴딕 (신민식) |

## 팀전
| 2단계 A조 | Aura      | Hero  | Knock | Luning | Seize   | Taek |
| 2단계 A조 | Sensation | Guard | HoJun | Joker  | Percent |      |

| 3단계 A조 | ShowTime  | 도너츠  | 장현진    | Feiz   | Neymar | Frawn  |
| 3단계 A조 | Potential | LydJuHo | LydTaemin | Summer | Wave   | 정승민 |

| 4단계 | Seraphic | 딩긴딕 | l을왕리l약속땅 | Mari | Scarlet | Snoopy |